# Scott Thomas
Scott Steven Thomas (Marion, 20 novembre 1989) è un cestista statunitense.